# Драго Зупан
Драго Зупан (Љубљана, 30. октобар 1897 — Љубљана, 5. април 1966) је био југословенски и словеначки филмски и позоришни глумац.  

## Филмографија
| Год.  | Назив       | Улога \|- style="background: Lavender; text-align:center; " | 1950.-те | 1950.-те | 1950.-те | 1950.-те |
| 1951. | Кекец       | Ноћни чувар                                                 |          |          |          |          |
| 1953. | Скоројевићи | Пл. Орел                                                    |          |          |          |          |
| 1953. |             | Портир                                                      |          |          |          |          |
| 1953. | Весна       | Трпин пријатељ                                              |          |          |          |          |